# Campionatul de Fotbal al României 1909
Sezonul 1909 al Cupei Asociațiunii Române de foot-ball a fost prima ediție a Campionatului de Fotbal al României. S-a disputat în decembrie 1909. Prima competiție fotbalistică internă, Cupa ASAR (Asociațiunea Societăților Atletice din România), asimilată primului campionat național, a cuprins trei cluburi: Colentina și Olympia din București, și United din Ploiești.

## Informații
Nefiind cunoscut cu certitudine rezultatul meciului dintre United și Olimpia, nu se știe exact cine a câștigat campionatul, dar Anuarele de fotbal dau drept campioană pe Olympia. Rezultatul din 11 decembrie 1909 dintre United si Olimpia (scor 3-3) care ar fi apărut in publicația Minerva din 13.12.1909, nu a fost confirmat deocamdată. Unele surse contemporane au proclamat pe Colentina în calitate de campioni, citând o reținere pentru care nu există documentație.
Echipa probabilei campioane a fost R.Winter - Charles Viereck (căpitan), Mario Gebauer - Gogu Niculescu, Th.Davilla, H.Grunberg - Nicu Apostolescu, Gogu Dragomirescu, Boris Ioanin, Hart, Lazăr Breyer.

### Rezultate
| 6 decembrie 1909 | Olympia | 2 – 1 | Colentina | București |
| 6 decembrie 1909 |         |       |           | București |

| 11 decembrie 1909 | Olympia | 3 – 3 | United Ploiești | București |
| 11 decembrie 1909 |         |       |                 | București |

| 25 decembrie 1909 | Colentina | 2 – 0 | United Ploiești | București |
| 25 decembrie 1909 |           |       |                 | București |

## Clasament
| Loc | Echipă          | Pct. | MJ | V | E | Î | GM | GP | GA    | Note               |
| --- | --------------- | ---- | -- | - | - | - | -- | -- | ----- | ------------------ |
| 1.  | Olympia (C)     | 3    | 2  | 1 | 1 | 0 | 5  | 4  | 1,250 | Campioana României |
| 2.  | Colentina       | 2    | 2  | 1 | 0 | 1 | 3  | 2  | 1,500 |                    |
| 3.  | United Ploiești | 1    | 2  | 0 | 1 | 1 | 3  | 5  | 0,600 |                    |

| Câștigătorii Cupei ASAR, ediția 1910 |
| ------------------------------------ |
| Olympia București Primul Titlu       |